# Марсберг
Марсберг (нім. Marsberg) — місто в Німеччині, знаходиться в землі Північний Рейн-Вестфалія. Підпорядковується адміністративному округу Арнсберг. Входить до складу району Гохзауерланд.
Площа — 182,01 км². Населення становить 19 488 ос. (станом на 31 грудня 2020).

## Географії

### Сусідні міста та громади
Марсберг межує з 7 містами / громадами:
- Бад-Арользен
- Бад-Вюнненберг
- Брілон
- Дімельзе
- Дімельштадт
- Ліхтенау
- Варбург

## Галерея

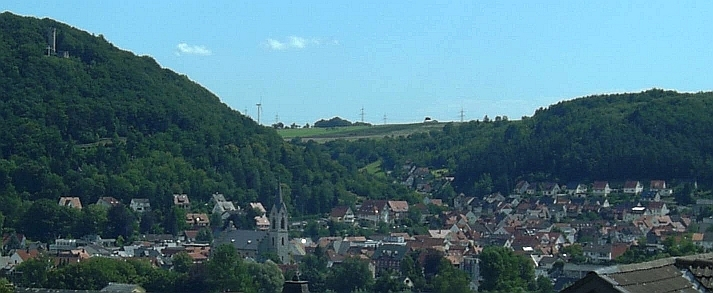
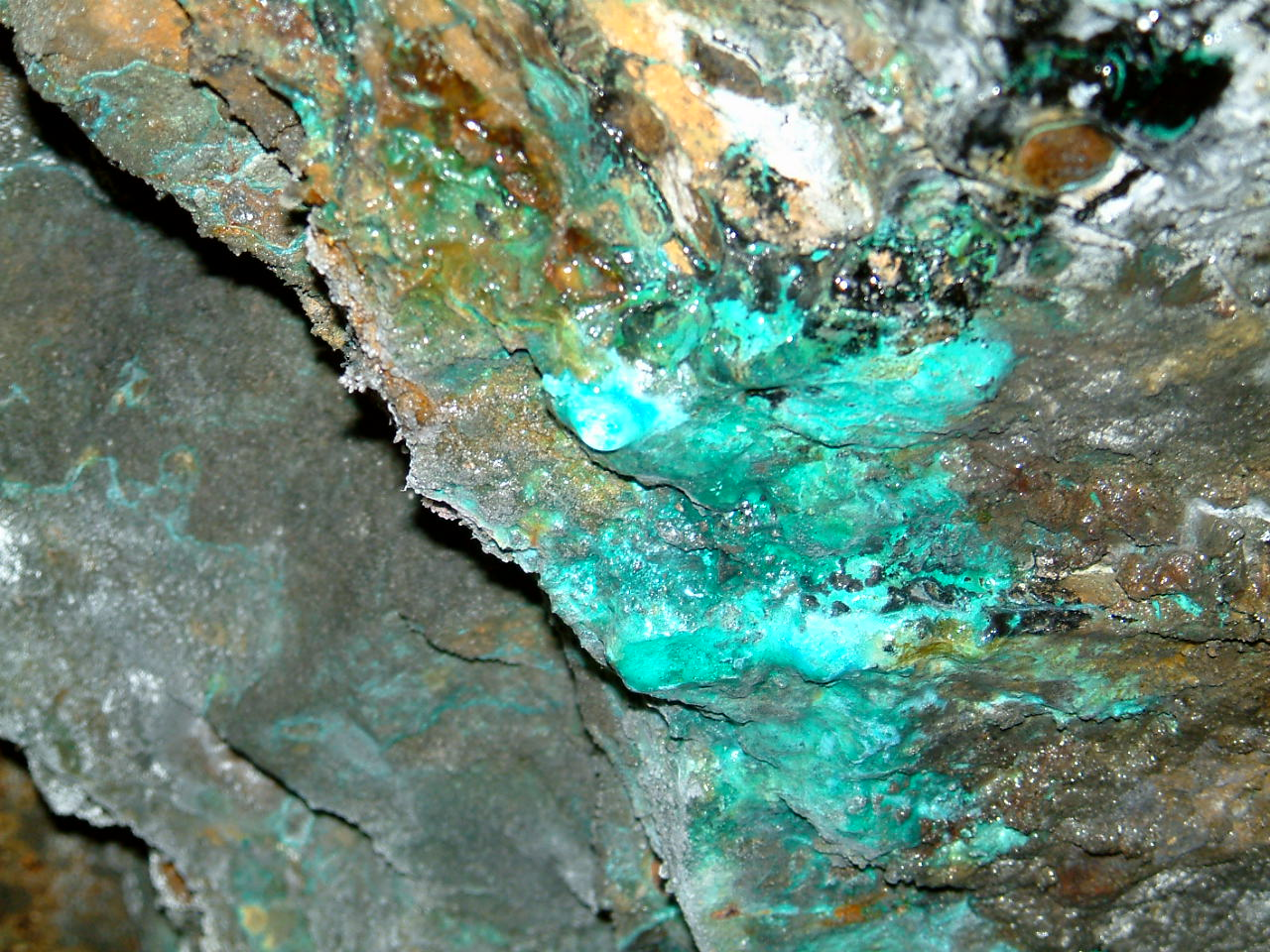
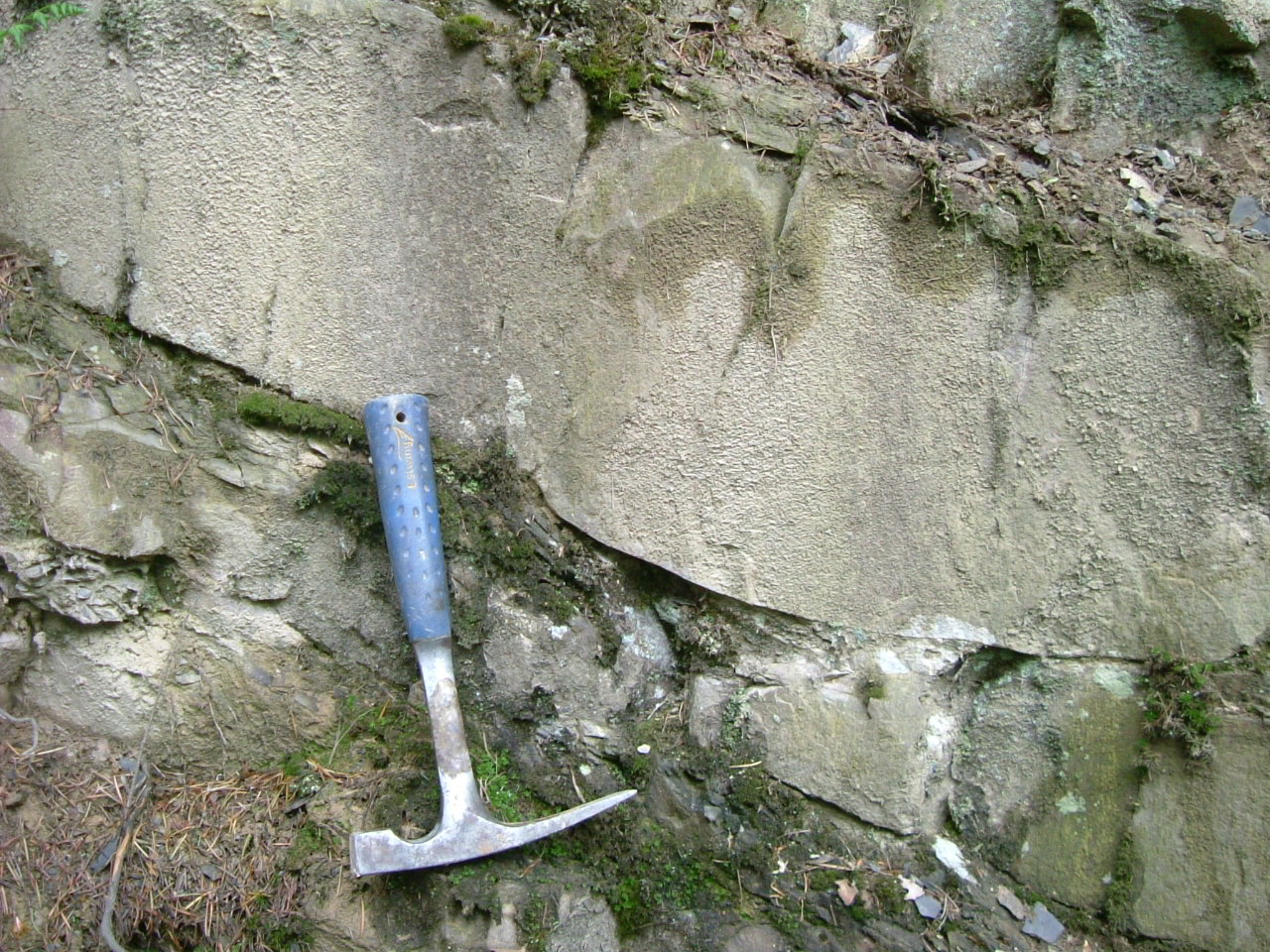
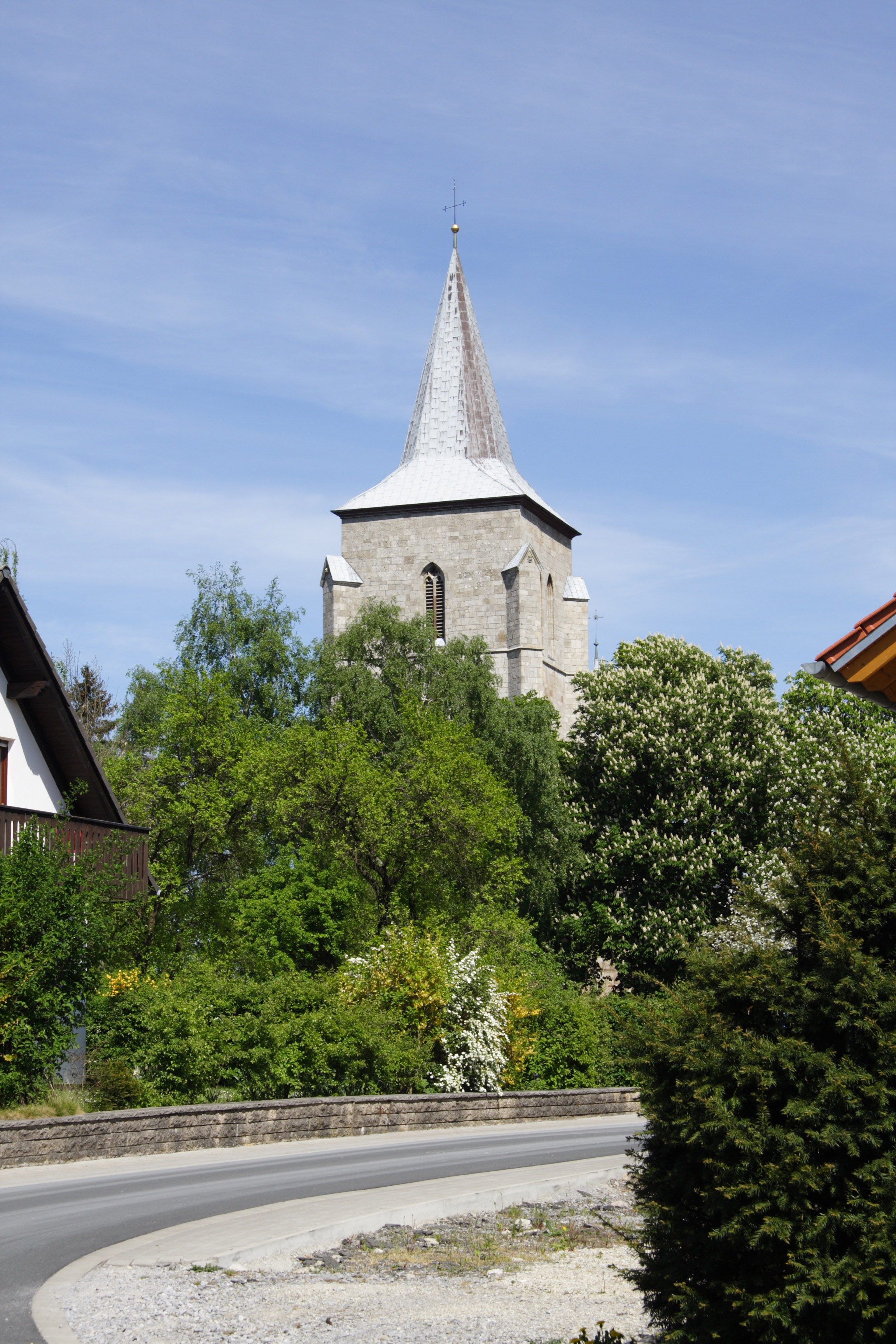
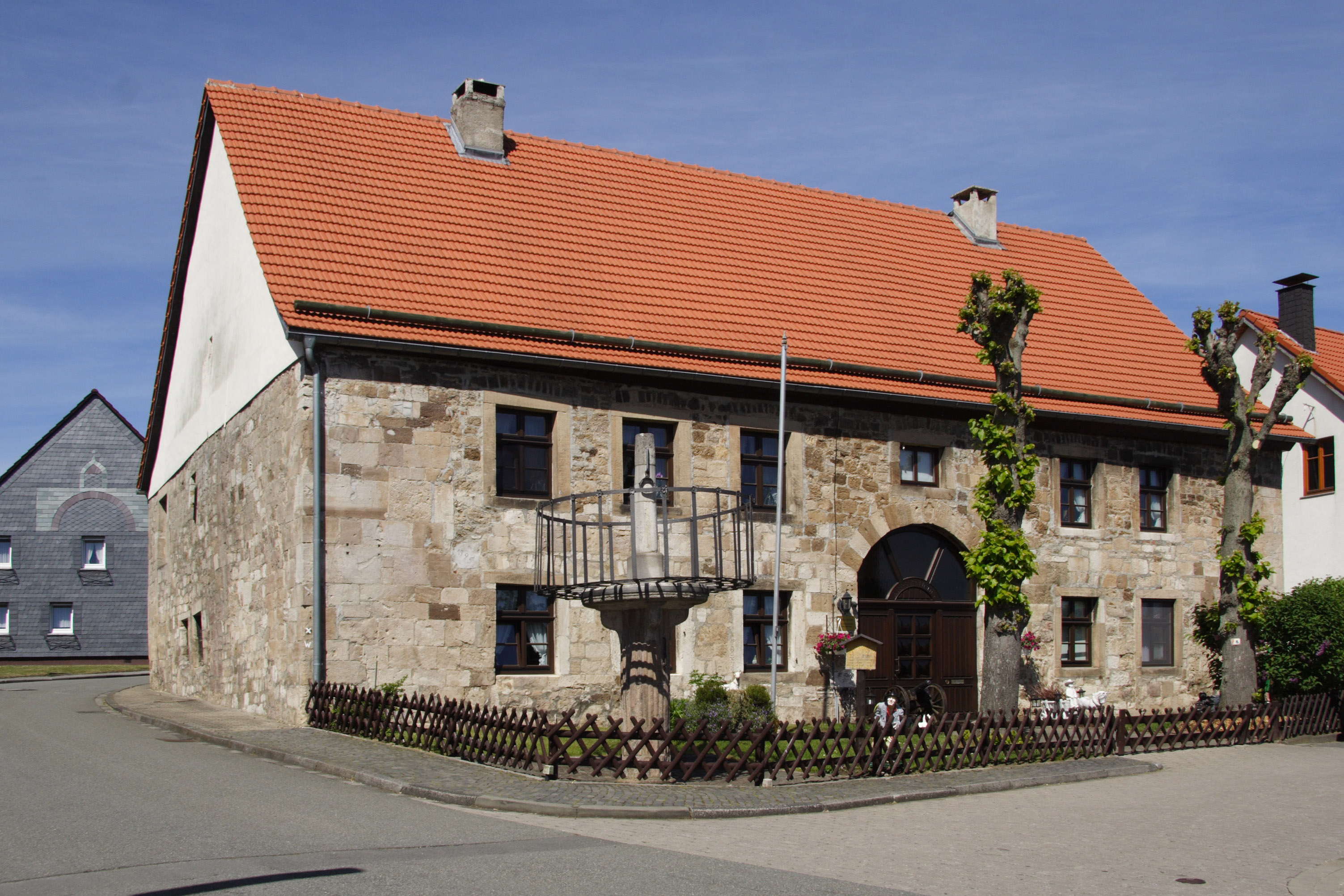
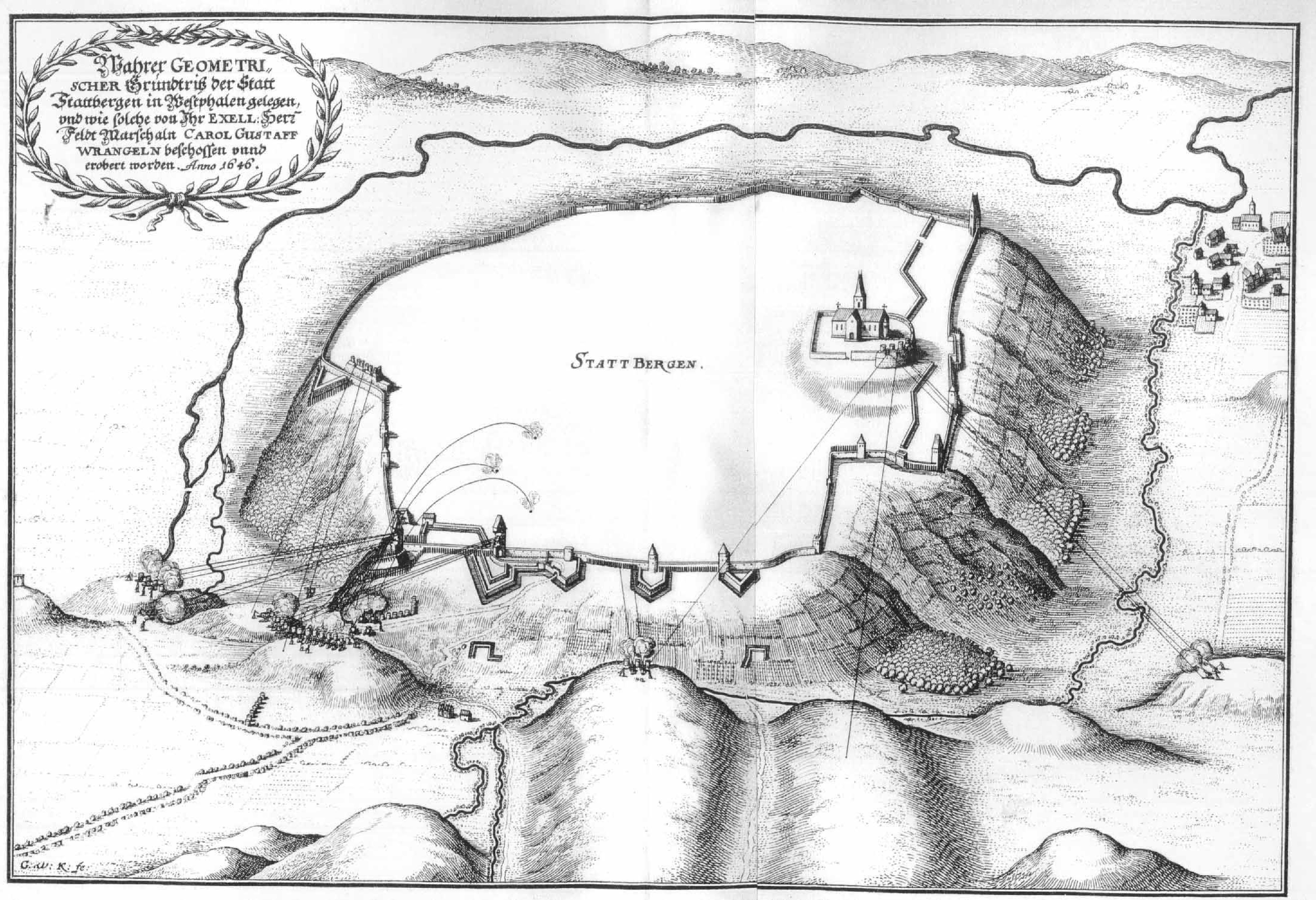

### Адміністративний поділ
Місто  складається з 17 районів:
- Берінггаузен
- Борнтостен
- Бределар
- Канштайн
- Ерлінггаузен
- Ессенто
- Гірсгаген
- Геддінггаузен
- Гельмінггаузен
- Лайтмар
- Мероф
- Нідермарсберг
- Обермарсберг
- Есдорф
- Падберг
- Удорф
- Вестгофен